# حسينية (أسفيتش)
حسینیة (بالفارسية: حسینیه) هي قرية تقع في إيران في قسم أسفیتش الريفي.